# Microstegium clavigerum
Microstegium clavigerum là một loài thực vật có hoa trong họ Hòa thảo. Loài này được (Backer) Henrard mô tả khoa học đầu tiên năm 1940.